# Kalocsa

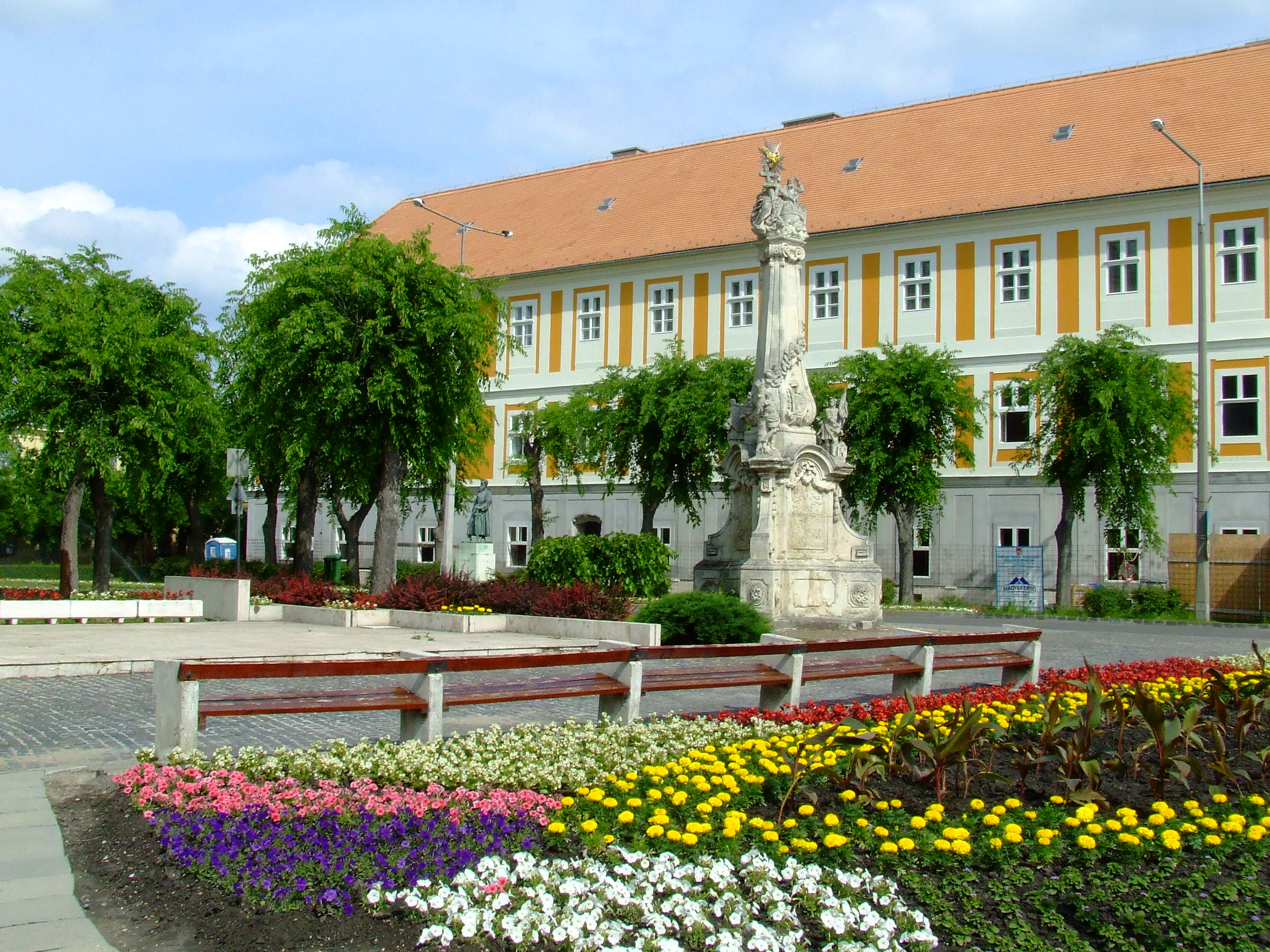
Heliga treenighetstorget i Kalocsa.

Kalosca är en stad i den ungerska provinsen Bács-Kiskun. Den ligger cirka 100 km söder om Budapest, nära Donau, och har 15 280 invånare (2019). I Kalosca finns livsmedels- och textilindustri. I stadens omgivningar odlas paprika i stor skala, och här finns också ett paprikamuseum.
Kalocsa är en av Ungerns äldsta städer. Staden är ett katolskt ärkebiskopssäte sedan 1135. Den har en domkyrka och ett ärkebiskopspalats från 1700-talet.